# Rhodostrophia
Rhodostrophia là một chi bướm đêm thuộc họ Geometridae.

## Các loài
Bao gồm các loài:
- Rhodostrophia calabra – (Petagna, 1786)
- Rhodostrophia vibicaria – Clerck, 1775

## Hình ảnh

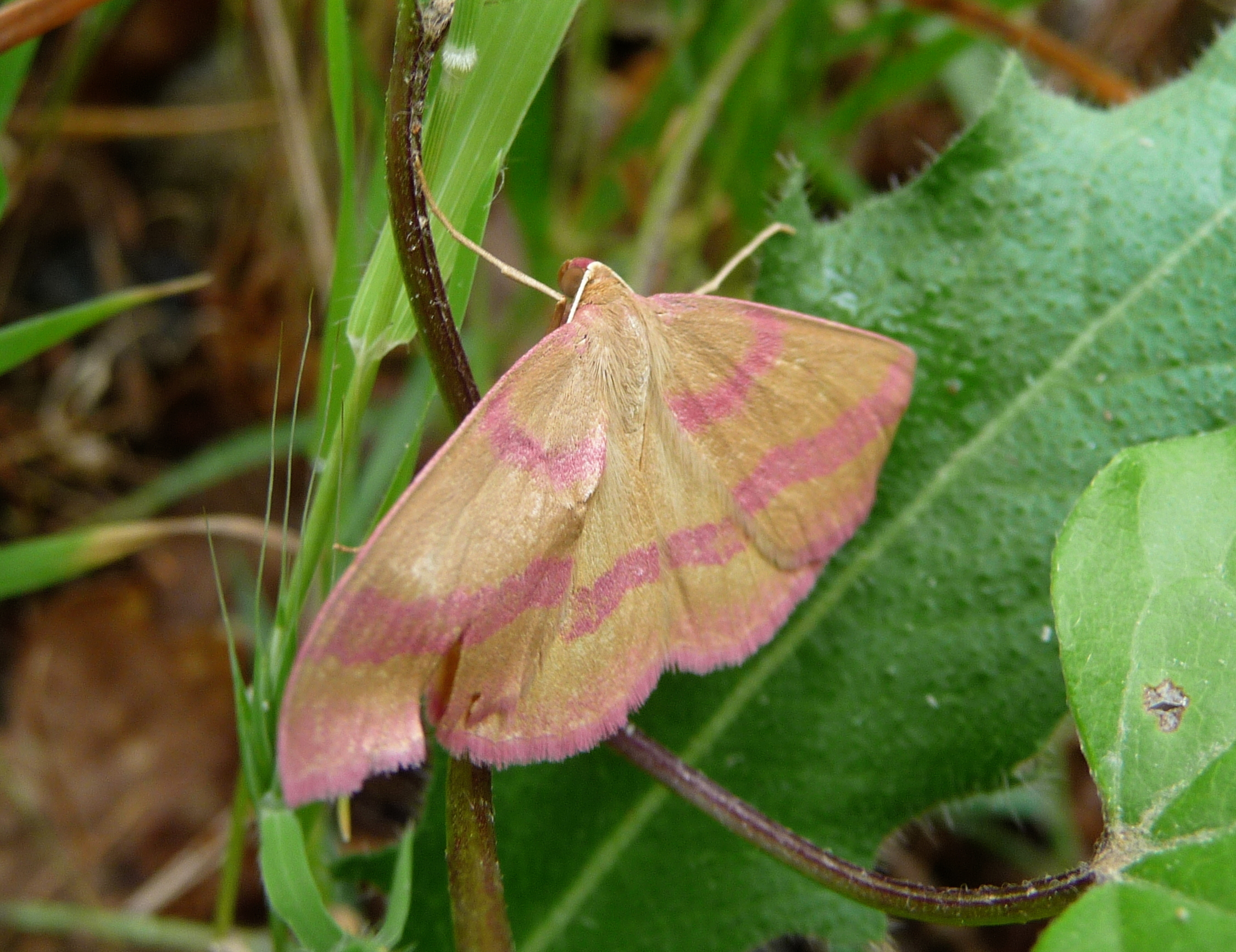
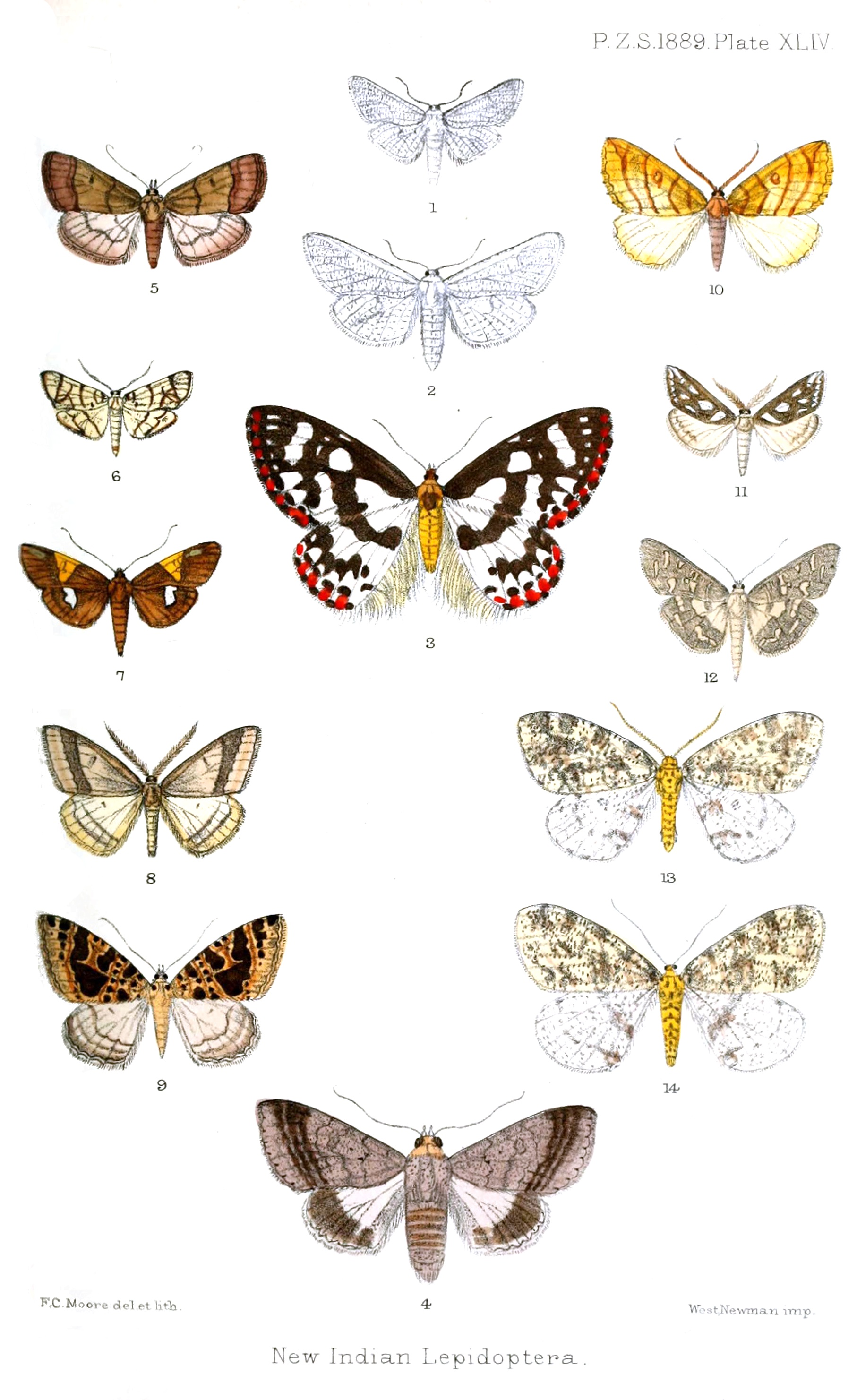